# Jon Sillero
Jon Sillero Monreal (Durango, España, 24 de mayo de 1998) es un futbolista español que juega como lateral derecho o defensa central en el Arenas Club de la Segunda Federación.

## Trayectoria
Su familia es natural de Valero, un pueblo de la provincia de Salamanca en la comarca de la Sierra de Francia. Sillero llegó con diez años a las categorías inferiores del Athletic Club. En 2016 dio el salto al Bilbao Athletic junto a Peru Nolaskoain, ambos sin haber pasado por el CD Basconia. Tras varias temporadas como lateral derecho, en la temporada 2019-20 empezó a jugar como central.El 8 de marzo de 2020 fue incluido por Gaizka Garitano en la convocatoria del primer equipo para el encuentro frente al Real Valladolid, aunque no llegó a debutar.
Tras casi un centenar de partidos con el filial, fue cedido al CD Numancia de Segunda B por una temporada.Regresó al filial rojiblanco para la temporada 2021-22 en Primera Federación, donde se asentó como central.En su última campaña en el Bilbao Athletic no dispuso de muchos minutos, siendo habitual su presencia en el banquillo y terminó la campaña con el descenso de categoría.
El 4 de enero de 2024, tras varios meses sin equipo, firmó por el Arenas Club de Segunda Federación.

## Selección nacional
Fue internacional en categoría sub-17 con la selección española, siendo convocado por Santi Denia para participar en el Europeo sub-17 de 2015.

## Clubes
| Club                 | País   | Año         |
| -------------------- | ------ | ----------- |
| Bilbao Athletic      | España | 2016 - 2023 |
| CD Numancia (cedido) | España | 2020 - 2021 |
| Arenas Club de Getxo | España | 2024 - Act. |